# Френкель, Константин Давидович
Константин Давидович Френкель (17 июля 1912, Санкт-Петербург, Российская Империя — 28 мая 1980, Москва, СССР) — советский архитектор.

## Биография
Константин Давидович Френкель родился 17 июля 1912 года в Санкт-Петербурге в еврейской семье. Окончил МАРХИ в 1935 году. В 1935—1941 годах работал в Трансгражданпроекте НКПС, участвовал в архитектурных конкурсах, проекты неоднократно премировались. В 1938 году вступил в Союз архитекторов СССР.
В 1941—1945 годах работал на строительстве Сталинска, затем на строительстве ЦКБ в Подлипках (ныне — город Королёв под Москвой). После 1945 года работал главным архитектором Гражданпроекта, руководил проектированием типового жилья для угольных районов СССР. Возглавлял архитектурно-проектную мастерскую Министерства строительства предприятий машиностроения, сотрудничал в ГИПРОВУЗе. Значительное внимание уделял художественной графике, участник многих выставок.
Умер 28 мая 1980 года. Похоронен на Донском кладбище в Москве.

## Избранные проекты и постройки
- Дом связи во Владикавказе (совместно с М. Гинзбургом, 1935);
- Политехникум связи в Алма-Ате (1936);
- Комплекс жилых домов на Можайском шоссе в Кунцево (1940);
- Комплекс ЦКБ и жилые коттеджи в Подлипках (1943);
- Жилой комплекс комбината «Трехгорная мануфактура» в Москве (1948).
- Дворец пионеров в Ульяновске (1970)[3].

## Награды и звания
- Премия Совета Министров СССР (1971)[1]
- Заслуженный архитектор РСФСР (1978)[1]